# Monocle
《Monocle》是由記者及創業家泰勒·布魯雷於2007年所創立之全球性議題雜誌和網站，隸屬於Winkontent集團，總部位於英國倫敦，一年發行十本月刊，夏季印製發行《The Escapst》、冬季印製發行《The Forecast》兩本年刊，同時也不定期出版書籍，除了紙本出版之外，其也在世界的各大城市開設實體店鋪The Monocle Shop、以及全年無休之網路電臺Monocle 24、咖啡店Monocle Cafe以及推出服飾品牌Monocle Vayage等，其也曾經在美國彭博頻道開播過影音節目。

## 專欄
- Affairs：事件
- Business：商業
- Culture：文化
- Design：設計
- Entertaining：娛樂
- Fashion：時尚
- Edits：精選

## 引用來源
1. ↑  Phimedia通泰媒體. . 數位時代. 2013年8月6日  [2016年1月3日]. （原始内容存档于2016年3月4日） （中文（臺灣））. Monocle是由Tyler Brûlé於2007年所創立的一本全球性議題雜誌，裡頭包含人文時尚、商業、設計、旅行、文化…等各種資訊，除了致力於提供最新穎、豐富的內容之外，它的網站更開設了全年無休的廣播電台 Monocle 24，積極主動的推送內容給消費者，而廣播內容甚至就在Monocle全球各地的店裡播放。
2. ↑  . The Magaziner.   [17 May 2012]. （原始内容存档于2012年6月27日）.

## 其他聯結
- 官方网站
- Monocle的X（前Twitter）
- YouTube上的